# Centro de crise para vítimas de violência sexual
Um centro de crise para vítimas de estupro, também conhecido como centro de crise para vítimas de agressão sexual ou centro de referência para vítimas de agressão sexual, é um centro especializado em dar suporte a vítimas de estupro ou outra agressão sexual, tanto imediatamente após a agressão quanto nos meses e, às vezes, anos seguintes ao ataque. Eles geralmente estão situados num local seguro e empregam uma equipa multidisciplinar de profissionais para fornecer apoio médico, psicológico e prático à vítima.

## Descrição
Os centros de apoio a vítimas de violação geralmente fornecem apoio médico, prático e emocional à vítima após uma violação, agressão sexual ou abuso sexual.

## Por país

### Austrália
Na Austrália, existe uma série de centros de crise de estupro baseados em estados e territórios, como o Full Stop Australia (o primeiro na Austrália, fundado como Sydney Rape Crisis Collective em 1971)   em Nova Gales do Sul; Canberra Rape Crisis Centre no Território da Capital Australiana; Yarrow Place na Austrália do Sul. Em Victoria, o Sexual Assault Services Victoria (SASVic, anteriormente CASA Forum)  é o órgão guarda-chuva dos Centres Against Sexual Assault, ou CASAs, localizados em todo o estado. No Território do Norte, existe uma série de centros de referência de agressão sexual (SARCs) que fornecem suporte, educação e defesa. por semana, a informações médicas, jurídicas e de aconselhamento nos SARCs de Darwin e Alice Springs. Na Austrália Ocidental, existem cinco Serviços de Apoio à Agressão Sexual nas regiões e um SARC em Perth. A maioria dos serviços estaduais e territoriais tem uma linha de apoio que fornece aconselhamento e também existe uma linha de apoio nacional 24 horas por dia, 7 dias por semana, 1800RESPECT.

### Canadá
No Canadá, as redes de centros de apoio a vítimas de estupro são provinciais e territoriais, mas existe um órgão nacional chamado Canadian Association of Sexual Assault Centres (CASAC). Em Ontário, a Ontario Coalition of Rape Crisis Centres (OCRC) é o órgão que reúne os centros daquela província. O Vancouver Rape Relief & Women's Shelter é o centro de apoio a vítimas de estupro mais antigo do Canadá.